# Kamarád Timmy
Kamarád Timmy (v originále Timmy Time) je animovaný dětský komediální televizní seriál studia Aardman a HiT Entertainment, který vypráví o malém beránkovi jménem Timmy. Vysílán byl v letech 2009–2012. Timmy chodí ještě do školky a společně se svými kamarády, s učitelem-sovou a učitelkou-ptákem zažívá různá dobrodružství.

## Hlavní postavy
- beránek Timmy - vydává charakteristický zvuk „Bééé“
- sova Osbourn - je jedním ze dvou učitelů, jeho projevem je zvuk „Hůt-hůt“
- sovička Otus - je synem učitele Osbourna, vydává zvuk „Tu-hů“
- pták Harriet - učitelka, jejím zvukem je hrdelní „kváák“
- liška Finlay - vydává charakteristický zvuk „Jíp-jap“
- kočka Mittens - vydává zvuk „Mi-jů“
- koza Kid
- prasátko Paxton
- pejsek Ruffy
- ježek Apricot
- jezevec Stripey
- kačer Yabba
- housenka Bumpy